# Међународни трибунал за Руанду
Међународни кривични суд за Руанду (енгл. International Criminal Tribunal for Rwanda; ICTR) или Арушки трибунал, је међународни суд основан у новембру 1994. године од стране Уједињених нација, Резолуцијом 955 Савета безбедности УН, са задатком да суди починиоцима одговорним за геноцид у Руанди и друга кршења међународног права у Руанди, као за дела почињена у суседним државама од стране држављана Руанде у периоду од 1. јануара 1994. до 31. децембра 1994. године. Седиште суда је у Аруши, Танзанија.
Суд се састојао од 16 судија, које су биле распоређене у четири већа, три расправна и једно жалбено. 
На суђењима пред овим трибуналом, установљена су два преседана. Први је да се силовање сматра ратним злочином, односно геноцидом. Други је да су процесуирани уредници и новинари медија, који су ширили мржњу и подстицали геноцид.
Суд је престао са радом 31. децембра, 2015. године.